# Beşikdüzü
Beşikdüzü là một huyện thuộc tỉnh Trabzon, Thổ Nhĩ Kỳ. Huyện có diện tích 63 km² và dân số thời điểm năm 2007 là 21149 người, mật độ 336 người/km².